# Rasp
Rasp je priimek v Sloveniji in tujini. Po podatkih Statističnega urada Republike Slovenije je na dan 1. januarja 2011 v Slovenjiji uporabljalo ta priimek manj kot 5 oseb.  

## Znani slovenski nosilci priimka
- Lovrenc Rasp (1725—1791), baron in podmaršal
- Maksimilijan Leopold Rasp (1673—1742), rimskokatoliški duhovnik, teolog, šolnik in mecen

## Znani tuji nosilci priimka
- Fritz Rasp (1891—1976), nemški igralec
- Siegfried Rasp (1898—1968), nemški general